# Aegidius Klotz

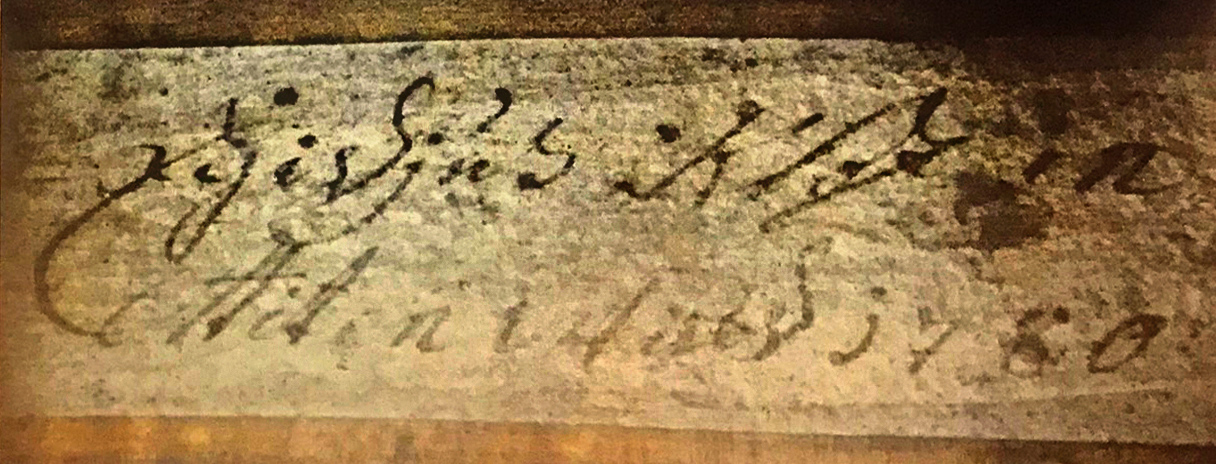
Handschriftlicher Zettel eines Cellos von Aegidius Klotz von 1780

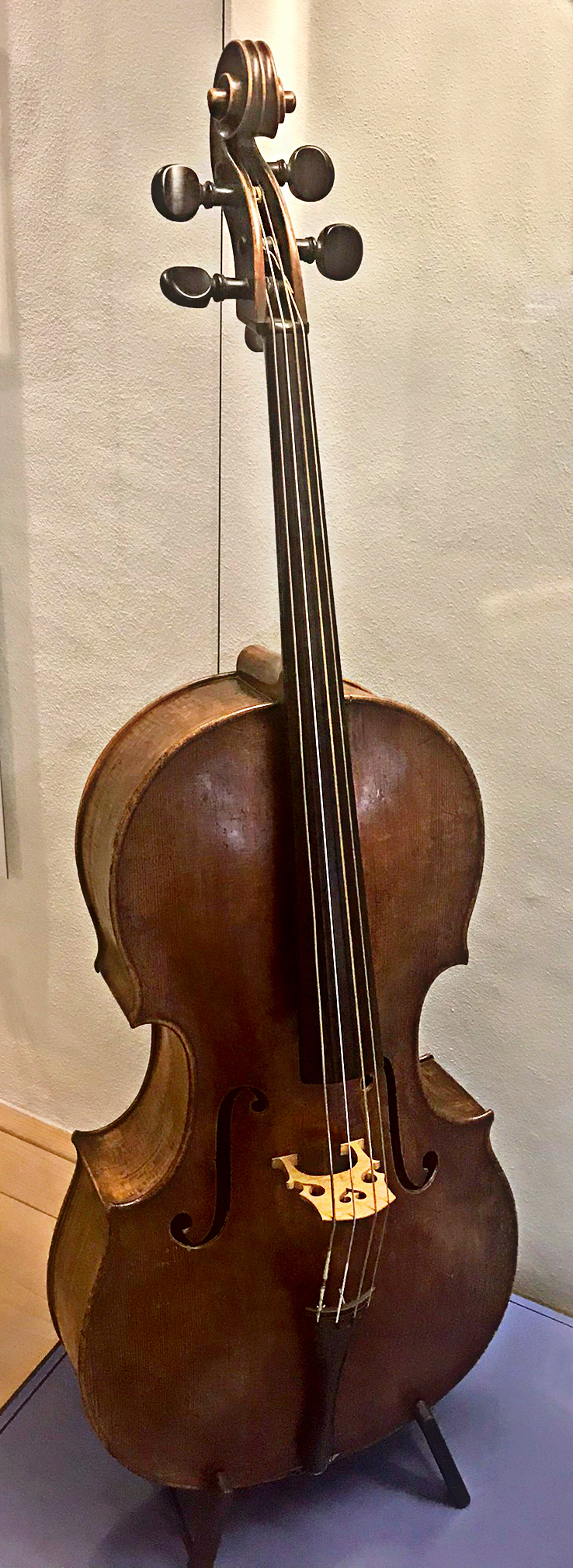
Aegidius Klotz Cello von 1780

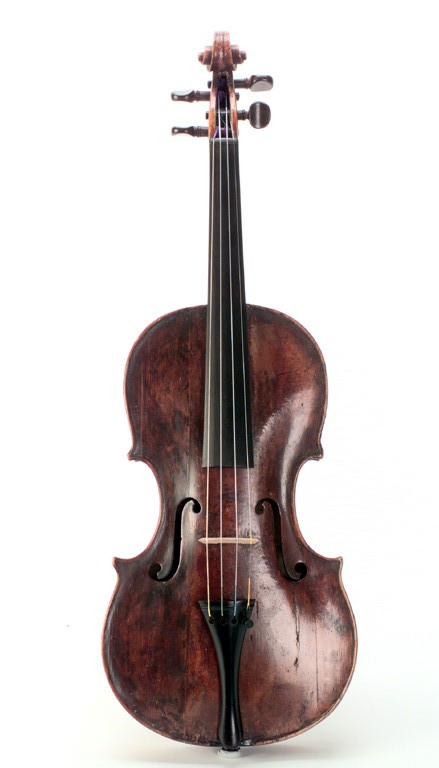
Aegidius Klotz Geige von 1794

Aegidius Sebastian Klotz, auch Aegidius Kloz (* 1. September 1733 in Mittenwald, Oberbayern; † 8. August 1805 ebenda) war ein bedeutender Geigenbauer in Mittenwald aus der Familie Klotz.

## Leben
Aegidius Klotz war eines von 11 Kindern von Maria Rosina Mayr (um 1704–1770) aus Rovereto in Südtirol und des Mittenwalder Geigenbauers Sebastian Klotz und Enkel von Matthias Klotz (1653–1743). Er erlernte das Geigenbauhandwerk bei seinem Vater etwa von 1746 bis 1751. 1756 heiratete er Maria-Anna Gerbl aus Murnau. Ihre Söhne Joseph Anton (1761–1842) und Sebastian (1762–1825) setzten die Handwerkstradition fort und wurden ebenfalls Geigenmacher in Mittenwald. Beide haben nach ihrer Ausbildung beim Vater noch viele Jahre in dessen Werkstatt mitgearbeitet.
Aegidius Brüder Georg (II.) Carl (ca. 1723–1797) und Joseph Thomas (1743–1829) gingen auch bei ihrem Vater in die Lehre und wurden ebenfalls Geigenbauer in Mittenwald.
Aegidius Klotz gilt als Ahnherr der deutschen Geigenbauertradition des 19. Jahrhunderts, da er die Modellästhetik des Jakob Stainer übernahm. Auffällig bei seinen Instrumenten sind der durchsichtige hellbraune Lack auf einem klaren Untergrund und die edel geformte Schnecke. Seine früheste bekannte Geige mit seinem Zettel stammt aus dem Jahr 1764. In einem Cello von 1780, das sich im Mittenwalder Geigenbaumuseum befindet, verwendete er einen handgeschriebenen Zettel, ansonsten gedruckte Zettel.

## Geigenzettel
Aegidius Klotz verwendete folgende Zettel in seinen Streichinstrumenten wie Geigen, Bratschen, Cellos:
- Egidius Kloz in Mittenwald 1780
- AEgidius Kloz in Mittenvvald an der Iser. 1785
- AEgidius Kloz in Mittenwald an der Iser. 1801